# Discografia di Ed Sheeran
La discografia di Ed Sheeran consiste in nove album in studio (i cui primi due autoprodotti), quattordici EP, oltre sessanta singoli, includendone undici come artista ospite e quaranta video musicali. Sheeran ha firmato un accordo con l'Atlantic Records per il suo debutto.
Ha raggiunto la fama internazionale con il suo terzo album + nel 2011. Nel Regno Unito, + ha raggiunto la prima posizione della Official Albums Chart, venendo certificato nove volte disco di platino dalla BPI per le oltre 2 700 000 unità vendute.
Il 23 giugno 2014 viene pubblicato il suo quarto album, intitolato X, anch'esso di grandissimo successo mondiale, anticipato dal suo primo singolo Sing.

## Album

### Album in studio
| Anno                                                                                               | Titolo | Classifiche | Classifiche | Classifiche | Classifiche | Classifiche | Classifiche | Classifiche | Classifiche | Classifiche | Classifiche | Certificazioni |
| Anno                                                                                               | Titolo | UK          | AUS         | CAN         | DNK         | FRA         | GER         | IRL         | NLD         | NZL         | USA         | Certificazioni |
| -------------------------------------------------------------------------------------------------- | --- | ----------- | ----------- | ----------- | ----------- | ----------- | ----------- | ----------- | ----------- | ----------- | ----------- | --- |
| 2006                                                                                               | Ed Sheeran - Pubblicato: 2006 - Etichetta: Sheeran Lock - Formati: CD                                                               | —           | —           | —           | —           | —           | —           | —           | —           | —           | —           | |
| 2007                                                                                               | Want Some? - Pubblicato: 2007 - Etichetta: Sheeran Lock - Formati: CD                                                               | —           | —           | —           | —           | —           | —           | —           | —           | —           | —           | |
| 2011                                                                                               | + - Pubblicato: 9 settembre 2011 - Etichetta: Atlantic - Formati: CD, LP, download digitale                                         | 1           | 1           | 5           | 13          | 44          | 12          | 1           | 8           | 1           | 5           | - AUS: Diamante - AUT: Oro - CAN: Platino (5) - DNK: Platino (3) - FRA: Oro - GER: Platino - IRL: Platino (6) - ITA: Platino - NZL: Platino (7) - UK: Platino (9) - USA: Platino (3)   |
| 2014                                                                                               | X - Pubblicato: 23 giugno 2014 - Etichetta: Atlantic - Formati: CD, 2 CD, LP, download digitale, streaming                          | 1           | 1           | 1           | 1           | 5           | 1           | 1           | 1           | 1           | 1           | - AUS: Diamante - AUT: Platino (3) - CAN: Diamante - DNK: Platino (9) - FRA: Platino (2) - GER: Diamante - ITA: Platino (3) - NZL: Platino (16) - UK: Platino (13) - USA: Platino (6)  |
| 2017                                                                                               | ÷ - Pubblicato: 3 marzo 2017 - Etichetta: Atlantic - Formati: CD, LP, download digitale, streaming                                  | 1           | 1           | 1           | 1           | 2           | 1           | 1           | 1           | 1           | 1           | - AUS: Diamante - AUT: Platino (5) - CAN: Diamante - DNK: Platino (12) - FRA: Diamante - GER: Platino (5) - ITA: Platino (7) - NZL: Platino (17) - UK: Platino (13) - USA: Platino (5) |
| 2019                                                                                               | No. 6 Collaborations Project - Pubblicato: 12 luglio 2019 - Etichetta: Atlantic - Formati: CD, MC, LP, download digitale, streaming | 1           | 1           | 1           | 2           | 2           | 2           | 1           | 1           | 1           | 1           | - AUS: Platino (2) - AUT: Platino - CAN: Platino (4) - DNK: Platino (3) - FRA: Platino - GER: Platino - ITA: Platino - NZL: Platino (4) - UK: Platino (3) - USA: Platino               |
| 2021                                                                                               | = - Pubblicato: 29 ottobre 2021 - Etichetta: Atlantic - Formati: CD, MC, LP, download digitale, streaming                           | 1           | 1           | 1           | 1           | 1           | 1           | 1           | 1           | 1           | 1           | - AUS: Platino - CAN: Platino (3) - DNK: Platino - FRA: Platino (3) - GER: Oro - ITA: Platino (2) - NZL: Platino (3) - UK: Platino (4) - USA: Platino                                  |
| 2023                                                                                               | - - Pubblicato: 5 maggio 2023 - Etichetta: Atlantic - Formati: CD, MC, LP, download digitale, streaming                             | 1           | 1           | 2           | 2           | 1           | 1           | 1           | 1           | 1           | 2           | - CAN: Oro - DNK: Oro - FRA: Oro - UK: Oro |
| 2023                                                                                               | Autumn Variations - Pubblicato: 29 settembre 2023 - Etichetta: Gingerbread Man - Formati: CD, LP, download digitale, streaming      | 1           | 1           | 4           | 2           | 5           | 1           | 2           | 1           | 2           | 4           | - UK: Argento |
| 2025                                                                                               | Play - Pubblicato: 12 settembre 2025 - Etichetta: Gingerbread Man, Atlantic UK - Formati: Download digitale, streaming              | TBA         | TBA         | TBA         | TBA         | TBA         | TBA         | TBA         | TBA         | TBA         | TBA         | |
| "—" indica una pubblicazione che non si è classificata o che non è stata pubblicata in quel Paese. | |             |             |             |             |             |             |             |             |             |             | |

### Raccolte
| Anno | Titolo                                                                                             |
| ---- | -------------------------------------------------------------------------------------------------- |
| 2015 | 5 - Pubblicato: 12 maggio 2015 - Etichetta: Atlantic - Formati: 5 CD, download digitale, streaming |

## Extended play
| Anno                                                                                               | Titolo | Classifiche | Certificazioni |
| Anno                                                                                               | Titolo | UK          | Certificazioni |
| -------------------------------------------------------------------------------------------------- | --- | ----------- | -------------- |
| 2005                                                                                               | The Orange Room EP - Pubblicato: marzo 2005 - Etichetta: Sheeran Lock - Formati: CD                                              | —           |                |
| 2009                                                                                               | You Need Me EP - Pubblicato: 2009 - Etichetta: indipendente - Formati: CD, download digitale                                     | 142         |                |
| 2010                                                                                               | Loose Change - Pubblicato: 7 febbraio 2010 - Etichetta: Sheeran Lock - Formato: CD, download digitale                            | 99          | - UK: Oro      |
| 2010                                                                                               | Songs I Wrote with Amy - Pubblicato: 4 aprile 2010 - Etichetta: Sheeran Lock, Paw Print Records - Formato: CD, download digitale | 199         |                |
| 2010                                                                                               | Live at the Bedford - Pubblicato: 2010 - Etichetta: indipendente, Atlantic                                                       | —           |                |
| 2011                                                                                               | No. 5 Collaborations Project - Pubblicato: 10 gennaio 2011 - Etichetta: Paw Print Records - Formato: CD, download digitale       | 46          | - UK: Argento  |
| 2011                                                                                               | One Take EP - Pubblicato: 2011 - Etichetta: Atlantic                                                                             | —           |                |
| 2011                                                                                               | iTunes Festival: London 2011 - Pubblicato: 11 luglio 2011 - Etichetta: Atlantic - Formato: download digitale                     | 177         |                |
| 2011                                                                                               | Thank You - Pubblicato: settembre 2011 - Etichetta: Atlantic - Formato: download digitale                                        | —           |                |
| 2012                                                                                               | The Slumdon Bridge (con Yelawolf) - Pubblicato: 14 febbraio 2012 - Etichetta: Warner Music UK - Formato: download digitale       | —           |                |
| 2012                                                                                               | iTunes Festival: London 2012 - Pubblicato: 10 settembre 2012 - Etichetta: Warner Music UK - Formato: download digitale           | 199         |                |
| "—" indica una pubblicazione che non si è classificata o che non è stata pubblicata in quel Paese. | |             |                |

## Singoli

### Come artista principale
| 2011                                                                                               | The A Team                                           | 3  | 2  | 29 | —  | 43  | 9  | 3  | 2  | 3  | 16  | - AUS: Platino (10) - AUT: Oro - CAN: Platino (8) - DNK: Platino (2) - GER: Oro - ITA: Platino - NZL: Platino - UK: Platino (5) - USA: Platino (7)                                         | +                                            |
| 2011                                                                                               | You Need Me, I Don't Need You                        | 4  | 74 | —  | —  | —   | —  | 19 | —  | —  | —   | - CAN: Oro - UK: Platino - USA: Oro | +                                            |
| 2011                                                                                               | Lego House                                           | 5  | 4  | 54 | —  | —   | 51 | 5  | 25 | 5  | 42  | - AUS: Platino (8) - CAN: Platino (3) - DNK: Platino - ITA: Platino - NZL: Platino - UK: Platino (3) - USA: Platino (2)                                                                    | +                                            |
| 2012                                                                                               | Drunk                                                | 9  | 9  | —  | —  | —   | —  | 7  | —  | 23 | —   | - AUS: Platino (2) - CAN: Platino - DNK: Oro - NZL: Oro - UK: Platino - USA: Oro | +                                            |
| 2012                                                                                               | Small Bump                                           | 25 | 14 | —  | —  | —   | —  | 17 | —  | 11 | —   | - AUS: Platino - CAN: Platino - DNK: Oro - NZL: Oro - UK: Platino - USA: Oro | +                                            |
| 2012                                                                                               | Give Me Love                                         | 18 | 9  | 94 | —  | —   | 71 | 10 | 41 | 12 | 117 | - AUS: Platino (6) - CAN: Platino (3) - DNK: Oro - ITA: Platino - NZL: Platino - UK: Platino - USA: Platino (2)                                                                            | +                                            |
| 2013                                                                                               | I See Fire                                           | 13 | 10 | 21 | 3  | 72  | 2  | 8  | 10 | 1  | 101 | - AUS: Platino (2) - AUT: Platino - CAN: Platino (3) - DNK: Platino (5) - GER: Platino (4) - ITA: Platino (2) - NZL: Platino (4) - UK: Platino (2) - USA: Platino                          | The Hobbit: The Desolation of Smaug          |
| 2014                                                                                               | Sing                                                 | 1  | 1  | 4  | 15 | 5   | 7  | 1  | 12 | 1  | 13  | - AUS: Platino (3) - AUT: Oro - CAN: Platino (4) - DNK: Platino - GER: Oro - ITA: Platino (2) - NZL: Platino - UK: Platino (3) - USA: Platino (3)                                          | X                                            |
| 2014                                                                                               | Don't                                                | 8  | 4  | 7  | 8  | 41  | 17 | 11 | 20 | 6  | 9   | - AUS: Platino (5) - AUT: Platino - CAN: Platino (6) - DNK: Platino (2) - GER: Platino - ITA: Platino (2) - NZL: Platino - UK: Platino (3) - USA: Platino (5)                              | X                                            |
| 2014                                                                                               | Thinking Out Loud                                    | 1  | 1  | 2  | 1  | 4   | 6  | 1  | 1  | 1  | 2   | - AUS: Platino (13) - AUT: Platino (3) - CAN: Diamante - DNK: Platino (6) - GER: Oro (3) - ITA: Platino (7) - NZL: Platino (6) - UK: Platino (7) - USA: Platino (18)                       | X                                            |
| 2014                                                                                               | Make It Rain                                         | 38 | 26 | —  | —  | 103 | —  | 58 | —  | 23 | 34  | - CAN: Platino | /                                            |
| 2015                                                                                               | Bloodstream (con i Rudimental)                       | 2  | 7  | —  | —  | —   | —  | 13 | 98 | 2  | 110 | - AUS: Platino (2) - CAN: Platino - DNK: Platino - ITA: Oro - NZL: Platino - UK: Platino (2) - USA: Oro                                                                                    | We the Generation                            |
| 2015                                                                                               | Photograph                                           | 15 | 9  | 4  | 8  | 44  | 4  | 3  | 35 | 8  | 10  | - AUS: Platino (9) - AUT: Platino (3) - CAN: Platino (9) - DNK: Platino (4) - GER: Platino (3) - ITA: Platino (6) - NZL: Platino (2) - UK: Platino (5) - USA: Platino (8)                  | X                                            |
| 2017                                                                                               | Castle on the Hill                                   | 2  | 2  | 28 | 2  | 28  | 3  | 2  | 6  | 2  | 6   | - AUS: Platino (9) - AUT: Platino - CAN: Diamante - DNK: Platino (3) - FRA: Platino - GER: Platino (2) - ITA: Platino (3) - NZL: Platino (3) - UK: Platino (7) - USA: Platino (4)          | ÷                                            |
| 2017                                                                                               | Shape of You                                         | 1  | 1  | 1  | 1  | 1   | 1  | 1  | 1  | 1  | 1   | - AUS: Platino (17) - AUT: Platino (2) - CAN: Diamante (2) - DNK: Platino (8) - FRA: Diamante - GER: Platino (6) - ITA: Diamante - NZL: Platino (6) - UK: Platino (11) - USA: Platino (13) | ÷                                            |
| 2017                                                                                               | Galway Girl                                          | 2  | 2  | 16 | 2  | 35  | 5  | 1  | 6  | 13 | 53  | - AUS: Platino (8) - AUT: Platino - CAN: Platino (6) - DNK: Platino (3) - FRA: Platino - GER: Platino (2) - ITA: Platino (4) - NZL: Platino (2) - UK: Platino (5) - USA: Platino (2)       | ÷                                            |
| 2017                                                                                               | Perfect                                              | 1  | 1  | 1  | 1  | 1   | 1  | 1  | 1  | 1  | 1   | - AUS: Platino (16) - AUT: Platino - CAN: Diamante (2) - DNK: Platino (7) - FRA: Diamante - GER: Oro (7) - ITA: Platino (9) - NZL: Platino (10) - UK: Platino (9) - USA: Diamante          | ÷                                            |
| 2018                                                                                               | Happier                                              | 6  | 16 | 22 | 11 | 25  | 16 | 5  | 11 | 11 | 59  | - AUS: Platino (6) - AUT: Oro - CAN: Platino (7) - DNK: Platino (2) - GER: Platino - ITA: Platino - NZL: Platino - UK: Platino (3) - USA: Platino (2)                                      | ÷                                            |
| 2019                                                                                               | I Don't Care (con Justin Bieber)                     | 1  | 1  | 2  | 1  | 5   | 2  | 1  | 1  | 2  | 2   | - AUS: Platino (8) - AUT: Platino (3) - CAN: Diamante - DNK: Platino (3) - FRA: Diamante - GER: Oro (3) - ITA: Platino (3) - NZL: Platino (2) - UK: Platino (4) - USA: Platino (5)         | No. 6 Collaborations Project                 |
| 2019                                                                                               | Cross Me (feat. Chance the Rapper e PnB Rock)        | 4  | 5  | 12 | 9  | 86  | 23 | 6  | 37 | 6  | 25  | - AUS: Platino (3) - AUT: Oro - CAN: Platino (3) - DNK: Platino - UK: Platino - USA: Oro                                                                                                   | No. 6 Collaborations Project                 |
| 2019                                                                                               | Beautiful People (feat. Khalid)                      | 1  | 4  | 6  | 3  | 34  | 9  | 2  | 6  | 2  | 19  | - AUS: Platino (6) - AUT: Platino (2) - CAN: Platino (8) - DNK: Platino (2) - FRA: Platino - GER: Platino - ITA: Platino (2) - NZL: Platino (2) - UK: Platino (3) - USA: Platino           | No. 6 Collaborations Project                 |
| 2019                                                                                               | Best Part of Me (feat. Yebba)                        | —  | 24 | 44 | 35 | 162 | 55 | —  | 62 | 34 | 99  | - CAN: Oro - DNK: Oro - UK: Oro | No. 6 Collaborations Project                 |
| 2019                                                                                               | Blow (con Chris Stapleton e Bruno Mars)              | —  | 31 | 39 | —  | —   | 93 | —  | 96 | —  | 60  | - CAN: Platino - UK: Argento | No. 6 Collaborations Project                 |
| 2019                                                                                               | South of the Border (feat. Camila Cabello & Cardi B) | 7  | 13 | 14 | 18 | 109 | 33 | 10 | 41 | 14 | 53  | - AUS: Platino (4) - AUT: Platino - CAN: Platino (6) - DNK: Platino - FRA: Platino - GER: Oro - ITA: Platino - NZL: Platino - UK: Platino (2) - USA: Oro                                   | No. 6 Collaborations Project                 |
| 2019                                                                                               | Antisocial (con Travis Scott)                        | —  | 11 | 17 | 8  | 102 | 23 | —  | 23 | 9  | 37  | - AUS: Oro - CAN: Platino - DNK: Oro - UK: Oro - USA: Oro | No. 6 Collaborations Project                 |
| 2019                                                                                               | Take Me Back to London (feat. Stormzy)               | 1  | 29 | 59 | 26 | —   | 68 | 7  | 69 | 29 | 116 | - CAN: Oro - DNK: Oro - UK: Platino (3) | No. 6 Collaborations Project                 |
| 2020                                                                                               | Afterglow                                            | 2  | 7  | 10 | 27 | 129 | 10 | 2  | 15 | 12 | 29  | - AUS: Platino - AUT: Platino - CAN: Platino (2) - DNK: Platino - FRA: Oro - GER: Oro - ITA: Platino - NZL: Oro - UK: Platino                                                              | /                                            |
| 2021                                                                                               | Bad Habits                                           | 1  | 1  | 1  | 1  | 4   | 1  | 1  | 2  | 1  | 2   | - AUS: Platino (10) - AUT: Platino (5) - CAN: Diamante - DNK: Platino (4) - FRA: Diamante - GER: Diamante - ITA: Platino (4) - NZL: Platino (5) - UK: Platino (6) - USA: Platino (3)       | =                                            |
| 2021                                                                                               | Visiting Hours                                       | 5  | 3  | 31 | 16 | 169 | 46 | 8  | 52 | 11 | 75  | - AUS: Oro - CAN: Platino - ITA: Oro - UK: Platino | =                                            |
| 2021                                                                                               | Shivers                                              | 1  | 2  | 2  | 2  | 10  | 1  | 1  | 13 | 3  | 4   | - AUS: Platino (8) - AUT: Platino (4) - CAN: Diamante - DNK: Platino (3) - FRA: Diamante - GER: Platino (2) - ITA: Platino (3) - NZL: Platino (4) - UK: Platino (5) - USA: Platino (2)     | =                                            |
| 2021                                                                                               | Overpass Graffiti                                    | 4  | 8  | 23 | 16 | 64  | 17 | 4  | 27 | 10 | 41  | - CAN: Platino - DNK: Oro - GER: Oro - ITA: Oro - UK: Platino | =                                            |
| 2021                                                                                               | Merry Christmas (con Elton John)                     | 1  | 27 | 16 | 12 | 26  | 5  | 1  | 11 | 11 | 55  | - CAN: Oro - DNK: Oro - GER: Oro - UK: Platino - USA: Oro | = (Christmas Edition) The Lockdown Sesssions |
| 2021                                                                                               | Peru (con Fireboy DML)                               | 2  | —  | 30 | —  | 28  | —  | 25 | 43 | —  | 79  | - FRA: Platino - UK: Platino (2) | Playboy                                      |
| 2022                                                                                               | The Joker and the Queen (feat. Taylor Swift)         | 2  | 11 | 12 | 33 | 170 | 37 | 5  | —  | 26 | 21  | - CAN: Platino - UK: Oro | /                                            |
| 2022                                                                                               | Sigue/Forever My Love (con J Balvin)                 | 96 | —  | 63 | —  | —   | —  | 87 | 95 | —  | 89  | - ITA: Oro | /                                            |
| 2022                                                                                               | 2step (solo o feat. Lil Baby)                        | 9  | 40 | 21 | —  | 35  | 41 | 9  | 79 | —  | 48  | - CAN: Platino (2) - DNK: Oro - FRA: Platino - ITA: Platino - UK: Platino | =                                            |
| 2022                                                                                               | Are You Entertained (con Rus)                        | 47 | 45 | 41 | —  | —   | —  | 43 | 79 | 20 | 97  | | /                                            |
| 2022                                                                                               | Celestial                                            | 6  | 35 | 63 | 34 | 73  | 46 | 22 | 36 | —  | 106 | - DNK: Oro - FRA: Oro - ITA: Oro - UK: Oro | /                                            |
| 2023                                                                                               | F64                                                  | 50 | —  | —  | —  | —   | —  | 64 | —  | —  | —   | | /                                            |
| 2023                                                                                               | Eyes Closed                                          | 1  | 6  | 4  | 8  | 32  | 13 | 4  | 12 | 11 | 19  | - AUS: Platino - AUT: Oro - CAN: Platino (2) - DNK: Oro - FRA: Platino - ITA: Platino - NZL: Oro - UK: Platino                                                                             | -                                            |
| 2023                                                                                               | Boat                                                 | 15 | 48 | 71 | —  | —   | —  | 21 | 86 | 23 | 120 | | -                                            |
| 2023                                                                                               | Life Goes On (feat. Luke Combs)                      | 29 | 23 | 27 | —  | —   | —  | 19 | —  | 33 | 66  | - CAN: Platino - UK: Argento | -                                            |
| 2023                                                                                               | A Beautiful Game                                     | —  | —  | —  | —  | —   | —  | —  | —  | —  | —   | | /                                            |
| 2023                                                                                               | American Town                                        | 27 | —  | —  | —  | —   | —  | 46 | —  | —  | —   | | Autumn Variations                            |
| 2025                                                                                               | Azizam                                               | 3  | 20 | 12 | 10 | 23  | 9  | 13 | 8  | 29 | 28  | - CAN: Platino - DNK: Oro - UK: Oro | Play                                         |
| 2025                                                                                               | Old Phone                                            | 17 | —  | 60 | —  | —   | —  | 46 | —  | —  | 89  | | Play                                         |
| 2025                                                                                               | Sapphire                                             | 9  | 21 | 30 | —  | 94  | 52 | 20 | 23 | 18 | 74  | - CAN: Oro - UK: Argento | Play                                         |
| 2025                                                                                               | Drive                                                | 49 | —  | —  | —  | —   | —  | —  | —  | —  | —   | | F1 the Album                                 |
| 2025                                                                                               | A Little More                                        | 18 | —  | —  | —  | —   | 65 | 51 | 77 | —  | —   | | Play                                         |
| "—" indica una pubblicazione che non si è classificata o che non è stata pubblicata in quel Paese. |                                                      |    |    |    |    |     |    |    |    |    |     | |                                              |

### Come artista ospite
| Anno                                                                                               | Titolo | Classifiche | Classifiche | Classifiche | Classifiche | Certificazioni | Album di provenienza |
| Anno                                                                                               | Titolo | UK          | UK IND      | IRL         | USA         | Certificazioni | Album di provenienza |
| -------------------------------------------------------------------------------------------------- | --- | ----------- | ----------- | ----------- | ----------- | --- | -------------------- |
| 2011                                                                                               | If I Could (Wiley feat. Ed Sheeran)                                                                           | —           | 26          | —           | —           | | Chill Out Zone       |
| 2011                                                                                               | Young Guns (Lewi White feat. Ed Sheeran, Yasmin, Griminal & Devlin)                                           | 86          | 10          | —           | —           | | /                    |
| 2011                                                                                               | Teardrop (come membro dei The Collective)                                                                     | 24          | —           | —           | —           | | /                    |
| 2012                                                                                               | Hush Little Baby (Wretch 32 feat. Ed Sheeran)                                                                 | 35          | 1           | —           | —           | | Black and White      |
| 2012                                                                                               | Dreamers (Rizzle Kicks feat. Pharoahe Monch, Hines, Professor Green, Ed Sheeran, Foreign Beggars & Chali 2na) | —           | —           | —           | —           | | Stereo Typical       |
| 2012                                                                                               | Everything Has Changed (Taylor Swift feat. Ed Sheeran)                                                        | 7           | —           | 5           | 32          | - AUS: Platino - NZL: Oro - UK: Platino - USA: Platino (2)                                                                                | Red                  |
| 2012                                                                                               | Watchtower (Devlin feat. Ed Sheeran)                                                                          | 7           | —           | 74          | —           | - UK: Argento | A Moving Picture     |
| 2013                                                                                               | Top Floor (Naughty Boy feat. Ed Sheeran)                                                                      | —           | —           | —           | —           | | Hotel Cabana         |
| 2013                                                                                               | Brand New Style (Smiler feat. Ed Sheeran)                                                                     | —           | —           | —           | —           | | /                    |
| 2015                                                                                               | Lay It All on Me (Rudimental feat. Ed Sheeran)                                                                | 12          | —           | 5           | 48          | - AUS: Platino (2) - CAN: Platino (2) - DNK: Platino - GER: Oro - ITA: Platino (2) - NZL: Platino - UK: Platino - USA: Platino            | We the Generation    |
| 2015                                                                                               | Reuf (Nekfeu feat. Ed Sheeran)                                                                                | —           | —           | —           | —           | | Feu                  |
| 2017                                                                                               | Boa Me (Fuse ODG feat. Ed Sheeran & Mugeez)                                                                   | 52          | —           | 99          | —           | | African Nation       |
| 2017                                                                                               | End Game (Taylor Swift feat. Ed Sheeran & Future)                                                             | 49          | —           | 68          | 18          | - AUS: Platino - CAN: Platino - UK: Oro - USA: Platino                                                                                    | Reputation           |
| 2017                                                                                               | River (Eminem feat. Ed Sheeran)                                                                               | 1           | —           | 2           | 11          | - AUS: Platino (3) - AUT: Platino - CAN: Platino - DNK: Platino - FRA: Platino - GER: Oro - ITA: Platino - NZL: Platino - UK: Platino (2) | Revival              |
| 2019                                                                                               | Own It (Stormzy feat. Ed Sheeran & Burna Boy)                                                                 | 1           | —           | 2           | —           | - AUS: Oro - DNK: Platino - UK: Platino (3)                                                                                               | Heavy Is the Head    |
| 2022                                                                                               | Bam Bam (Camila Cabello feat. Ed Sheeran)                                                                     | 7           | —           | 4           | 21          | - AUS: Oro - CAN: Platino (3) - DNK: Platino - FRA: Diamante - ITA: Platino (2) - UK: Platino - USA: Platino                              | Familia              |
| 2022                                                                                               | Noche de novela (Paulo Londra feat. Ed Sheeran)                                                               | —           | —           | —           | —           | | Back to the Game     |
| 2022                                                                                               | Groundwork (Big Narstie feat. Ed Sheeran e Papoose)                                                           | —           | —           | —           | —           | | /                    |
| 2022                                                                                               | Lonely Lovers (D-Block Europe feat. Ed Sheeran)                                                               | —           | —           | —           | —           | | /                    |
| 2022                                                                                               | Call on Me (Vianney feat. Ed Sheeran)                                                                         | —           | —           | —           | —           | | /                    |
| "—" indica una pubblicazione che non si è classificata o che non è stata pubblicata in quel Paese. | |             |             |             |             | |                      |

## Altri brani entrati in classifica
| Anno                                                                                               | Titolo                                       | Classifiche | Classifiche | Classifiche | Classifiche | Certificazioni | Album di provenienza         |
| Anno                                                                                               | Titolo                                       | UK          | UK IND      | IRL         | USA         | Certificazioni | Album di provenienza         |
| -------------------------------------------------------------------------------------------------- | -------------------------------------------- | ----------- | ----------- | ----------- | ----------- | --- | ---------------------------- |
| 2011                                                                                               | Little Bird                                  | 186         | 19          | —           | —           | - CAN: Oro - UK: Argento                                                                                               | Loose Change                 |
| 2011                                                                                               | Let It Out                                   | —           | 28          | —           | —           | | Loose Change                 |
| 2011                                                                                               | Firefly                                      | —           | 37          | —           | —           | | Loose Change                 |
| 2011                                                                                               | Cold Coffee                                  | 191         | 16          | —           | —           | | Songs I Wrote with Amy       |
| 2011                                                                                               | Gold Rush                                    | 81          | —           | —           | —           | - UK: Argento | +                            |
| 2011                                                                                               | Autumn Leaves                                | 84          | —           | —           | —           | - CAN: Oro - UK: Argento - USA: Oro                                                                                    | +                            |
| 2011                                                                                               | Sunburn                                      | 140         | —           | —           | —           | | +                            |
| 2011                                                                                               | Kiss Me                                      | 163         | —           | —           | 120         | - CAN: Platino (2) - DNK: Oro - ITA: Oro - UK: Platino - USA: Platino (2)                                              | +                            |
| 2011                                                                                               | Grade 8                                      | 181         | —           | —           | —           | - UK: Argento | +                            |
| 2011                                                                                               | U.N.I.                                       | 175         | —           | —           | —           | - UK: Argento | +                            |
| 2011                                                                                               | Wake Me Up                                   | 190         | —           | —           | —           | - CAN: Oro - UK: Argento                                                                                               | +                            |
| 2014                                                                                               | One                                          | 18          | —           | —           | 87          | - CAN: Platino - DNK: Oro - ITA: Oro - UK: Platino - USA: Platino                                                      | X                            |
| 2014                                                                                               | I'm a Mess                                   | 49          | —           | —           | —           | - CAN: Platino - DNK: Oro - ITA: Oro - UK: Platino - USA: Oro                                                          | X                            |
| 2014                                                                                               | Nina                                         | 57          | —           | —           | —           | - CAN: Oro - UK: Argento                                                                                               | X                            |
| 2014                                                                                               | Tenerife Sea                                 | 62          | —           | —           | —           | - CAN: Platino (2) - DNK: Platino - ITA: Platino - UK: Platino - USA: Platino                                          | X                            |
| 2014                                                                                               | Runaway                                      | 71          | —           | —           | —           | - CAN: Oro - UK: Oro - USA: Oro                                                                                        | X                            |
| 2014                                                                                               | The Man                                      | 82          | —           | —           | —           | - UK: Argento | X                            |
| 2014                                                                                               | Afire Love                                   | 59          | —           | —           | 37          | - CAN: Platino - DNK: Oro - UK: Oro - USA: Oro                                                                         | X                            |
| 2014                                                                                               | Take It Back                                 | 85          | —           | —           | —           | - UK: Argento | X (Deluxe Edition)           |
| 2014                                                                                               | All of the Stars                             | 46          | —           | 29          | 113         | - CAN: Platino - UK: Argento - USA: Platino                                                                            | X (Deluxe Edition)           |
| 2015                                                                                               | I Will Take You Home                         | —           | —           | 50          | —           | | /                            |
| 2017                                                                                               | Eraser                                       | 14          | —           | 15          | 90          | - CAN: Platino - DNK: Oro - ITA: Oro - UK: Platino - USA: Oro                                                          | ÷                            |
| 2017                                                                                               | Dive                                         | 8           | —           | 11          | 49          | - AUS: Platino (3) - CAN: Platino (3) - DNK: Platino - FRA: Oro - ITA: Platino - UK: Platino (2) - USA: Platino        | ÷                            |
| 2017                                                                                               | New Man                                      | 5           | —           | 5           | 72          | - AUS: Platino (2) - CAN: Platino - DNK: Oro - ITA: Oro - UK: Platino - USA: Oro                                       | ÷                            |
| 2017                                                                                               | Hearts Don't Break Around Here               | 15          | —           | 13          | 93          | - CAN: Platino - DNK: Oro - ITA: Oro - UK: Platino - USA: Oro                                                          | ÷                            |
| 2017                                                                                               | What Do I Know?                              | 9           | —           | 8           | 83          | - AUS: Platino (2) - CAN: Platino (2) - DNK: Oro - ITA: Oro - UK: Platino - USA: Oro                                   | ÷                            |
| 2017                                                                                               | How Would You Feel (Paean)                   | 2           | —           | 5           | 41          | - AUS: Platino (2) - CAN: Platino (2) - DNK: Platino - ITA: Oro - UK: Platino - USA: Oro                               | ÷                            |
| 2017                                                                                               | Supermarket Flowers                          | 8           | —           | 8           | 75          | - AUS: Platino (4) - CAN: Platino (3) - DNK: Platino - FRA: Oro - GER: Oro - ITA: Oro - UK: Platino (2) - USA: Platino | ÷                            |
| 2017                                                                                               | Barcelona                                    | 12          | —           | 10          | 96          | - CAN: Platino - DNK: Oro - ITA: Oro - UK: Platino - USA: Oro                                                          | ÷ (Deluxe Edition)           |
| 2017                                                                                               | Bibia Be Ye Ye                               | 18          | —           | 14          | 105         | - CAN: Platino - UK: Oro - USA: Oro                                                                                    | ÷ (Deluxe Edition)           |
| 2017                                                                                               | Nancy Mulligan                               | 13          | —           | 29          | 101         | - CAN: Platino - DNK: Oro - ITA: Oro - UK: Platino - USA: Oro                                                          | ÷ (Deluxe Edition)           |
| 2017                                                                                               | Save Myself                                  | 19          | —           | 16          | 103         | - CAN: Platino - UK: Oro - USA: Oro                                                                                    | ÷ (Deluxe Edition)           |
| 2019                                                                                               | Remember the Name (feat. Eminem & 50 Cent)   | —           | —           | 4           | 57          | - CAN: Oro - UK: Oro                                                                                                   | No. 6 Collaborations Project |
| 2019                                                                                               | Put It All on Me (feat. Ella Mai)            | —           | —           | —           | 122         | - UK: Argento | No. 6 Collaborations Project |
| 2020                                                                                               | Those Kinda Nights (Eminem feat. Ed Sheeran) | 12          | —           | 20          | 31          | - UK: Argento - USA: Oro                                                                                               | Music to Be Murdered By      |
| 2021                                                                                               | First Times                                  | —           | —           | —           | 106         | - CAN: Oro - UK: Argento                                                                                               | =                            |
| 2023                                                                                               | First Times (con Sam Smith)                  | 85          | —           | 70          | —           | | Gloria                       |
| 2023                                                                                               | Curtains                                     | 16          | —           | 23          | —           | | -                            |
| "—" indica una pubblicazione che non si è classificata o che non è stata pubblicata in quel Paese. |                                              |             |             |             |             | |                              |

### Come ospite
| Anno | Titolo             | Note |
| ---- | ------------------ | --- |
| 2012 | Wish You Were Here | Traccia dal vivo dalla cerimonia di chiusura dell'Olimpiade di Londra 2012, eseguita accanto a Richard Jones, Nick Mason, Mike Rutherford e David Arnold; appare nell'album A Symphony of British Music: Music for the Closing Ceremony of the London 2012 Olympic Games. |

## Videografia

### Album video
| Anno | Titolo |
| ---- | --- |
| 2015 | Jumpers for Goalposts - Live at Wembley Stadium - Pubblicato: 13 novembre 2015 - Etichetta: Atlantic - Formati: BD |

### Video musicali
| Anno | Titolo                                                                   | Regista          |
| ---- | ------------------------------------------------------------------------ | ---------------- |
| 2006 | Open Your Ears                                                           | —                |
| 2007 | Last Night                                                               | —                |
| 2009 | Let It Out                                                               | Sylvie Varnier   |
| 2010 | The A Team                                                               | Ruskin Kyle      |
| 2011 | You Need Me, I Don't Need You                                            | Emil Nava        |
| 2011 | Lego House                                                               | Emil Nava        |
| 2012 | Drunk                                                                    | Saman Kesh       |
| 2012 | Small Bump                                                               | Emil Nava        |
| 2012 | Give Me Love                                                             | Emil Nava        |
| 2012 | Give Me Love (Live at Electric Picnic Festival)                          | Simon O'Neill    |
| 2013 | I See Fire                                                               | —                |
| 2014 | One                                                                      | —                |
| 2014 | All of the Stars                                                         | DJay Brawner     |
| 2014 | Sing                                                                     | Emil Nava        |
| 2014 | Don't                                                                    | Emil Nava        |
| 2014 | Thinking Out Loud                                                        | Emil Nava        |
| 2015 | Bloodstream (con i Rudimental)                                           | Emil Nava        |
| 2015 | Photograph                                                               | Emil Nava        |
| 2017 | Castle on the Hill                                                       | George Belfield  |
| 2017 | Shape of You                                                             | Jason Koenig     |
| 2017 | How Would You Feel (Paean) (Live)                                        | Dan Massie       |
| 2017 | Galway Girl                                                              | Jason Koenig     |
| 2017 | Bibia Be Ye Ye                                                           | Gyo Gyimah       |
| 2017 | Perfect                                                                  | Jason Koenig     |
| 2017 | Perfect Symphony (con Andrea Bocelli)                                    | Tiziano Fioriti  |
| 2018 | Happier                                                                  | Emil Nava        |
| 2019 | I Don't Care (con Justin Bieber)                                         | Emil Nava        |
| 2019 | Cross Me (feat. Chance the Rapper e PnB Rock)                            | Ryan Staake      |
| 2019 | Beautiful People (feat. Khalid)                                          | Andy McLeod      |
| 2019 | Blow (con Chris Stapleton e Bruno Mars)                                  | Bruno Mars       |
| 2019 | Antisocial (con Travis Scott)                                            | Dave Meyers      |
| 2019 | Nothing on You (feat. Paulo Londra e Dave)                               | Cxrter Saint     |
| 2019 | Take Me Back to London (Sir Spyro Remix) (feat. Stormzy, Jaykae & Aitch) | KC Locke         |
| 2020 | Afterglow                                                                | —                |
| 2021 | Bad Habits                                                               | Dave Meyers      |
| 2021 | Visiting Hours                                                           | Dan Massie       |
| 2021 | Shivers                                                                  | Dave Meyers      |
| 2021 | Overpass Graffiti                                                        | Jason Koenig     |
| 2022 | The Joker and the Queen (feat. Taylor Swift)                             | Emil Nava        |
| 2022 | Forever My Love (con J Balvin)                                           | —                |
| 2022 | 2step (feat. Lil Baby)                                                   | Henry Scholfield |
| 2022 | Celestial                                                                | Yuichi Kodama    |
| 2023 | Eyes Closed                                                              | Mia Barnes       |
| 2025 | Azizam (prima versione)                                                  | Liam Pethick     |
| 2025 | Azizam (seconda versione)                                                | Saman Kesh       |
| 2025 | Old Phone                                                                | Emil Nava        |
| 2025 | Sapphire                                                                 | Liam Pethick     |
| 2025 | Drive                                                                    | Chris Villa      |